# Vůdčí fosilie

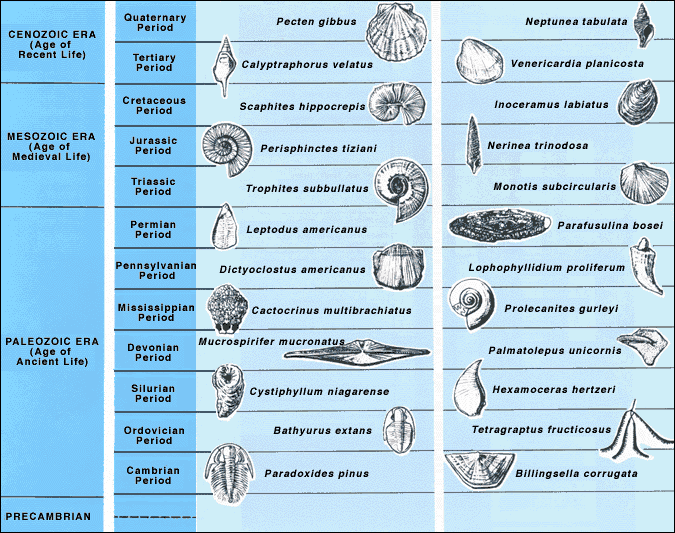
Příklady vůdčích fosilií

Vůdčí či indexová fosilie je fosilie, která je dostatečně charakteristická pro určité horizonty usazených hornin. Pomocí jejich nálezu je možno určit relativní geologické stáří zkoumaných vrstev. Druhy organismů, z nichž vůdčí zkameněliny vznikly, žily v ideálním případě ve velkých počtech, jen relativně krátké období nebo na velkém území (nejlépe pokud byly rozšířeny celosvětově) a nebyly závislé na prostředí a sedimentární facii. Pokud jsou nalezeny stejné zkameněliny v usazených horninách z různých míst na Zemi, jsou tyto vrstvy hornin přibližně stejného stáří. Tento typ datování se nazývá biostratigrafie.
Biostratigrafie vychází z předpokladu, že ačkoli mohou různé usazeniny vypadat odlišně v závislosti na podmínkách, za kterých vznikly, mohou obsahovat fosilní zbytky stejných druhů organismů. Pokud se dotčené druhy vyskytovaly jen krátkodobě (z geologického hlediska jde o existenci trvající několik set tisíc let), pak je jisté, že sedimenty, které je obsahují, byly uloženy v tomto úzce vymezeném časovém období. Čím kratší je životnost druhu, tím přesněji může být usazená hornina datována, a proto jsou tyto rychle se vyvíjející typy organismů, respektive jejich fosilie obzvláště cenné. Nejlepšími vůdčími zkamenělinami jsou běžné, široce rozšířené a snadno identifikovatelné typy na úrovni druhů, v opačném případě je pravděpodobnost nálezu a rozpoznání stáří sedimentů malá. K dataci bývá často použita i kombinace několika taxonů, zejména pokud se jejich stratigrafické rozsahy překrývají ve velmi úzkém časovém úseku. Vůdčími zkamenělinami mohou být i jiné biostratigraficky využitelné znaky, např. stopy pohybu nebo činnosti organismů či výskyt koprolitů. Moderní biostratigrafie tak využívá hlavně výzkum celých společenstev a vychází z fylogenetického a ekologického rozboru.
Tyto požadavky dobře splňují amoniti, kteří jsou také nejznámějším a široce využívaným příkladem vůdčích fosilií. Jinými důležitými skupinami, které poskytují vůdčí zkameněliny jsou koráli, graptoliti, ramenonožci, trilobiti a ježovky. Konodonti mohou být identifikováni za použití mikroskopu. Využít se dají i „zkamenělé“ zuby savců.
Geologové mohou k určování stáří využít jak velké (zvané makrofosilie) tak mikroskopické fosilie (mikrofosilie). Makrofosilie mají výhodu pro práci a rozeznání přímo v terénu, ale jsou vzácnější. Mikrofosilie jsou široce využívány prospektory v ropném průmyslu a jiných oborech zabývajících se hledáním nerostných surovin.
Termín vůdčí fosilie zavedl německý geolog a paleontolog Leopold von Buch.